# Musen (film)
Musen er en dansk stum dramafilm fra 1908 produceret af Nordisk Films Kompagni og instrueret af Viggo Larsen.

## Medvirkende
- Agnes Nørlund Seemann